# Jack Bull
Jack Bull (The Jack Bull) est un téléfilm de western produit pour HBO et réalisé par John Badham. Le téléfilm, diffusé en 1999, est librement inspiré de Michael Kohlhaas, un roman de Heinrich von Kleist, avec le script de Dick Cusack. Une grande partie du film a été tournée au Ranch CL et au Heritage Park Historical Village à Calgary en Alberta.

## Synopsis
un marchand de chevaux cherche a se venger contre le traitre qui est un éleveur.

## Fiche technique
genre : western

## Distribution
- John Cusack : Myrl Redding
- John Goodman (VF : Patrice Melennec) : Judge Tolliver
- L.Q. Jones : Henry Ballard
- Miranda Otto : Cora Redding
- John C. McGinley : Woody
- Rodney A. Grant : Billy
- Kurt Fuller : Conrad
- Rex Linn : Shelby Dykes
- Drake Bell : Cage Redding
- Scott Wilson : Governor
- Dick Cusack : Jury Foreman